# Aaron Lawrence
Aaron Lawrence (Summit, 29 de marzo de 1971) es un actor pornográfico estadounidense.
Recibió una licenciatura en psicología de la universidad estatal de Iowa en 1993 y una maestría de artes en asuntos de administración estudiantiles de la universidad estatal de Míchigan en 1995. Reside actualmente en Berkeley Heights, Nueva Jersey, con su pareja Jeff a quien conoció en 1992 y con el que se casó en 1999.
Él mismo se considera versátil y actúa como activo y como pasivo. Su sitio en internet dice que se siente cómodo haciendo todo lo que es básicamente "gay" pero no tiene las habilidades para hacer lo que se considera "kink" o "perverso"

## Acompañante
Lawrence trabajó como acompañante por primera vez en 1993 y escoltó regularmente por un corto tiempo en 1995. Dejó de ser acompañante en ese mismo año a petición de su prometido, Jeff, pero volvió a escoltar a mediados de 1996. Eventualmente empezó a pasar cada vez menos tiempo escoltando debido a que estaba produciendo filmes y anunció un periodo de retiro de un año en el 2002. Regresó como acompañante 8 meses después sólo para anunciar su retiro de la industria menos de 2 meses después. Después de una ausencia de tres años y medio, regresó a escoltar en septiembre de 2006.
Mientras escoltaba viajó con clientes a varios destinos en los Estados Unidos tales como Mt. Rainier, el Gran Cañón, Hawái y Las Vegas. También viajó con clientes a México y a varios lugares de Europa incluyendo Hungría, Alemania, Irlanda y la República Checa.
A lo largo del tiempo en que fue acompañante, Lawrence fue nominado para (y recibió) varios premios incluyendo el Male Escort Review de 1999 como "Acompañante del Año". Ganó como "Mejor Escolta Pasivo" y "Mejor Escolta Versátil" en los premios anuales Joey and Carlo Escort Awards en el 2001 y fue introducido en su "Salón de la Fama de Escoltas" en el 2002.

## Filmes
En 1997, Lawrence apareció en un filme pornográfico de bajo presupuesto llamado Pushover y comenzó a grabar y producir sus propios videoaficionados en ese mismo año. El primer filme producido por él, Aaron Jacks Off (Aaron se masturba), fue seguido de Aaron's Boys Tell All (Los chicos de Aaron lo dicen todo) en 1998. El primero de sus filmes "viajeros", Aaron's American Tour 1 y Aaron's American Tour 2 fueron grabados en el 2000 mientras viajaba por los Estados Unidos. Grabó su primer filme en país extranjero en el 2001, hecho de dos partes: Aaron's Adventures in Amsterdam 1 and 2 (Las aventuras de Aarón en Ámsterdam 1 y 2). Después grabaría películas en Rusia (en donde actuaban miembros del ejército ruso), Londres, Tailandia, Ucrania, Letonia, República Checa y Eslovaquia. Produjo un total de 36 filmes aficionados terminando con Aaron's Bareback Orgy (La Orgía de Aarón sin Condones) en el 2003. Mientras que en su sitio de internet, Lawrence afirma que siempre usa protección, Orgy es un filme en que los actores no usan condones.
Durante la producción de sus videos aficionados, continuó actuando en filmes profesionales para otros estudios; en 1999 apareció en Virgin No More, un filme producido por All Worlds Video. Por su actuación en Dream Team recibió una nominación como "Mejor Actor de Reparto" de los premios Gay VN Award. Aunque el premio se lo llevó Thomas Lloyd, el filme se llevó cuatro, entre ellos "Mejor Video Gay" y "Mejor Director". También actuó en Eric Magyar Goes West, un video aficionado que no produjo él.
Su película Aaron's Russian Boy Orgy recibió una nominación como "Mejor Video Aficionado" en los Gay Entertainment Award del 2002; Aaron fue nominado como "Mejor Actor Amateur" y "Mejor Autor Gay".

## Libros
Es autor de dos libros: Suburban Hustler, Stories of a High-Tech Callboy, publicado en 1999, es un recuento de sus propias experiencias como acompañante. En el 2000, su segundo libro The Male Escort's Handbook: Your Guide to getting Rich the Hard Way, fue publicado. El libro es una guía para aquellos que deseen convertirse en acompañantes. También ha escrito artículos para otras publicaciones como Anything that Moves y Unzipped. En el 2004, comenzó otro proyecto como webmaster para "Gay Geek", un sitio en internet que lista y revisa sitios de internet para adultos con orientación gay.

## Videografía
- Aaron Jacks Off (2000)
- Aaron's Adventures in Amsterdam (2001)
- Aaron's Adventures in Amsterdam 2 (2001)
- Aaron's Adventures in London (2001)
- Aaron's Adventures in London 2 (2001)
- Aaron's Adventures in London 3 (2002)
- Aaron's Adventures in Russia (2001)
- Aaron's Adventures in Russia 2 (2001)
- Aaron's Adventures in Russia 3 (2001)
- Aaron's Adventures in Russia 4 (2001)
- Aaron's Amateur Fun Fest (2001)
- Aaron's American Tour (2001)
- Aaron's American Tour 2 (2001)
- Aaron's Bareback Orgy (2003)
- Aaron's Boys Tell All (2001)
- Aaron's Boys Tell All 2 (2001)
- Aaron's Casting Couch (2000)
- Aaron's European Friend (2001)
- Aaron's First Orgy (2001)
- Aaron's Hot Tub Party (2001)
- Aaron's London Boy Orgy (2002)
- Aaron's Russian Boy Orgy (2001)
- Dream Team (1998)
- Pushover (1998)
- Virgin No More (1999)